# Saint-Bruno-de-Montarville

Saint-Bruno-de-Montarville é uma cidade localizada na província canadense de Quebec, no interior da cidade de Longueuil. A sua área é de 43 km², sua população é de 24 326 habitantes, e sua densidade populacional é de 565,7 hab/km² (segundo o censo canadense de 2001). Saint-Bruno-de-Montarville foi fundada em 1710, incorporada como uma cidade em 1958, e fundida com Longueuil em 2001.